# Санкт-Петербургская соборная мечеть
Соборная мечеть Санкт-Петербурга — исламское культовое сооружение в Санкт-Петербурге. Является памятником архитектуры, стиль северный модерн. Главная мечеть Российской империи, крупнейшая мечеть в европейской части Российской империи.

## История
В 1798 году свыше пятисот военнослужащих мусульман подали прошение о пожаловании им молитвенного дома и отводе места для кладбища. В 1803—1804 годах в Санкт-Петербурге по заказу военного ведомства были выполнены проекты мечетей. Архитекторы Андрей Воронихин (Татарское подворье, 1804 г.) и Луиджи Руска (Татарская мечеть в лейб-гвардии Измайловском полку, 1803 год). Оба проекта остались нереализованными. Помещения для намазов выделялись в казармах. В 1862 году чиновники отказали военному гвардейскому ахуну Мухаммед-Алиму Хантемирову начать сбор денег на строительство в Петербурге каменной мечети с минаретом. По переписи гражданского населения в 1869 году из 1700 мусульман, постоянно проживающих в Петербурге, татар было 1585 человек.

### 1-й этап: Комитет по сооружению в Санкт-Петербурге соборной мечети и по сбору пожертвований
В 1881 году с вопросом о возведении соборной мечети в Петербурге от мусульманской общины обратились доверенные лица ахуны 1-го и 2-го магометанских приходов Мухамед-Шакир Юнусов и Атаулла Баязитов, петербургский 2-й гильдии купец Рахметулла Халитов и Абдулла Кутаев. Данный вопрос оренбургский муфтий Салимгарей Тевкелев предварительно согласовал с директором Департамента духовных дел иностранных исповеданий МВД А. Н. Мосоловым. Речь шла об учреждении общественной организации по сбору пожертвований — «Комитета по сооружению в Санкт-Петербурге соборной мечети и по сбору пожертвований». Собранные средства предназначались на возведение мечети, со школой для мальчиков и богоугодным заведением для больных при ней. Изначально сбор пожертвований осуществлялся только среди проживавших в городе татар. С начала основания Петербурга татары составляли абсолютное большинство и численно превышали представителей других мусульманских народностей. На основании поступавших от А. Баязитова отчетов Оренбургское духовное собрание должно было ежегодно сообщать министерству о динамике сбора пожертвований, а также представить смету расходов на постройку мечети. В бахчисарайскую русско-татарскую газету Исмаила Гаспринского «Переводчик. Тарджиман», распространявшуюся по всей России, А. Баязитов передавал два раза в году для публикации списки с фамилиями и пожертвованными суммами.
Скромный размер собранной суммы объясняется разрешением сбора пожертвований только среди мусульман, проживавших в Санкт-Петербурге. К 1902 году в распоряжении татарской общины имелось примерно 44 тыс. руб. На общем собрании мусульман, состоявшемся 12 апреля 1902 года, составлен общественный приговор о постройке мечети на собранный капитал. Было высказано пожелание о выборе места под строительство недалеко от обоих приходов: 1-й приход размещался в квартире по адресу: Глазовская ул., 9 (ныне ул. Константина Заслонова); 2-й приход — наб. реки Мойки, 22 кв. 28. В проекте, кроме зала для совершения намаза, предполагалось устройство квартир для духовенства.

### 2-й этап: Комитет по постройке соборной мечети в С.-Петербурге
Всероссийская благотворительная кампания по сбору средств на сооружение петербургской мечети стала возможной благодаря демократизации общественной жизни в стране под натиском революционных событий — Манифесту 17 апреля 1905 года «О свободе вероисповедания» и Манифесту 17 октября 1905 г. «О предоставлении подданным демократических гражданских прав».
Благотворительность среди мусульман получила качественно другое развитие с 1898 года, когда согласно правительственному циркуляру было создано Петербургское мусульманское благотворительное общество, учредителями которого выступили купцы 1-й гильдии Шамси Асадуллаев, Ага Муса Нагиев, крупнейший промышленник Гаджи Зейналабдин Тагиев с супругой Соной-ханум, доктор медицины Абдул-Халик Ахундов, заведующий бакинской русско-татарской школой Сейн-Абидин Ганиев, Аллар-Яр-Бек Зюльгадаров, а также служившие в Петербурге казахские султаны братья Валихановы. На начальном этапе членами общества состояли 125 человек, в дальнейшем более 160 членов. Ежегодно общество ходатайствовало о предоставлении больших помещений для торжественных богослужений по случаю Рамазан-байрама и Курбан-байрама. Эмир Бухарский и хан Хивинский был почетными членами общества. Последним председателем Петербургского мусульманского благотворительного общества был Захид Шамиль, внук имама Шамиля.
В годы Первой русской революции (1905—1907) правительство удовлетворило (28 мая 1906) ходатайство мусульман Санкт-Петербурга (приговор от 5 ноября 1905) об учреждении «Комитета по постройке соборной мечети в С.-Петербурге». На счет Комитета, как правопреемника по сбору пожертвований, от ахуна А. Баязитова поступили собранные с 1883 года 53 300 руб.
Согласно уставу, деятельность общественной организации сводилась к следующему:
- изыскание средств для возведения мечети;
- приобретение места под культовое здание;
- разработка проекта, сметы и чертежей храма;
- проведение строительных работ.

Члены комитета: председатель ― подполковник Абдул-Азиз Давлетшин (к моменту завершения строительства генерал-майор);
секретарь ― капитан А. Жантиев;
ахуны ― Атаулла Баязитов, Мухаммед-Зариф Юнусов (сын Мухамед-Шакира Юнусова); генерал от кавалерии Г. Д. Чингисхан, генерал-майор А. Шейх-Али, статский советник Д. Смольный, надворный советник Искандер Валихан, капитан А. Сыртланов, купцы Хайрулла Халитов, Х. Ялышев, Мухаммед-Алим Максутов, Атаулла Байрашев, домовладельцы Фаттахетдин Таканаев, Хусаин Акчурин, А. Адиятов, Ибрагим Батырбаев, Нигматулла Яфаров, Назир Бекбулатов.
Высочайшим указом от 18 июля 1906 года Комитет получил возможность производства сбора пожертвований на сумму до 750 тысяч рублей по всей России в течение 10 лет. В первый год деятельности (с 1 мая 1906 по 1 мая 1907 годы) Комитету удалось собрать 103 035 рублей, 28 копеек.
Во время пребывания в Санкт-Петербурге эмир Бухарский Сеид Абдул-Ахад хан (вассал Российского императора), имевший тесные контакты со столичными татарами, неоднократно во время аудиенций поднимал вопрос о возведении исламского храма. В 1906 г. члены Комитета обратились к эмиру за содействием в строительстве мечети. Эмир с разрешения императора выделил деньги на покупку части земельного участка.
В 1907 году Комитет приобрел два земельных участка на углу Кронверкского проспекта и Конного переулка, д. 9/1 и участок по Кронверкскому проспекту, д.7.

### Конкурс проектов
По поручению Комитета по постройке соборной мечети в 1907 году в журнале «Зодчий» (№ 45) Императорское С.-Петербургское общество архитекторов объявило конкурс на составление эскизного проекта здания соборной мечети в Санкт-Петербурге. Были опубликованы план земельного участка и требования конкурса, одним из условий которого было требование создать условия для совершения намазов в подвальном помещении при увеличении числа верующих в праздничные дни.

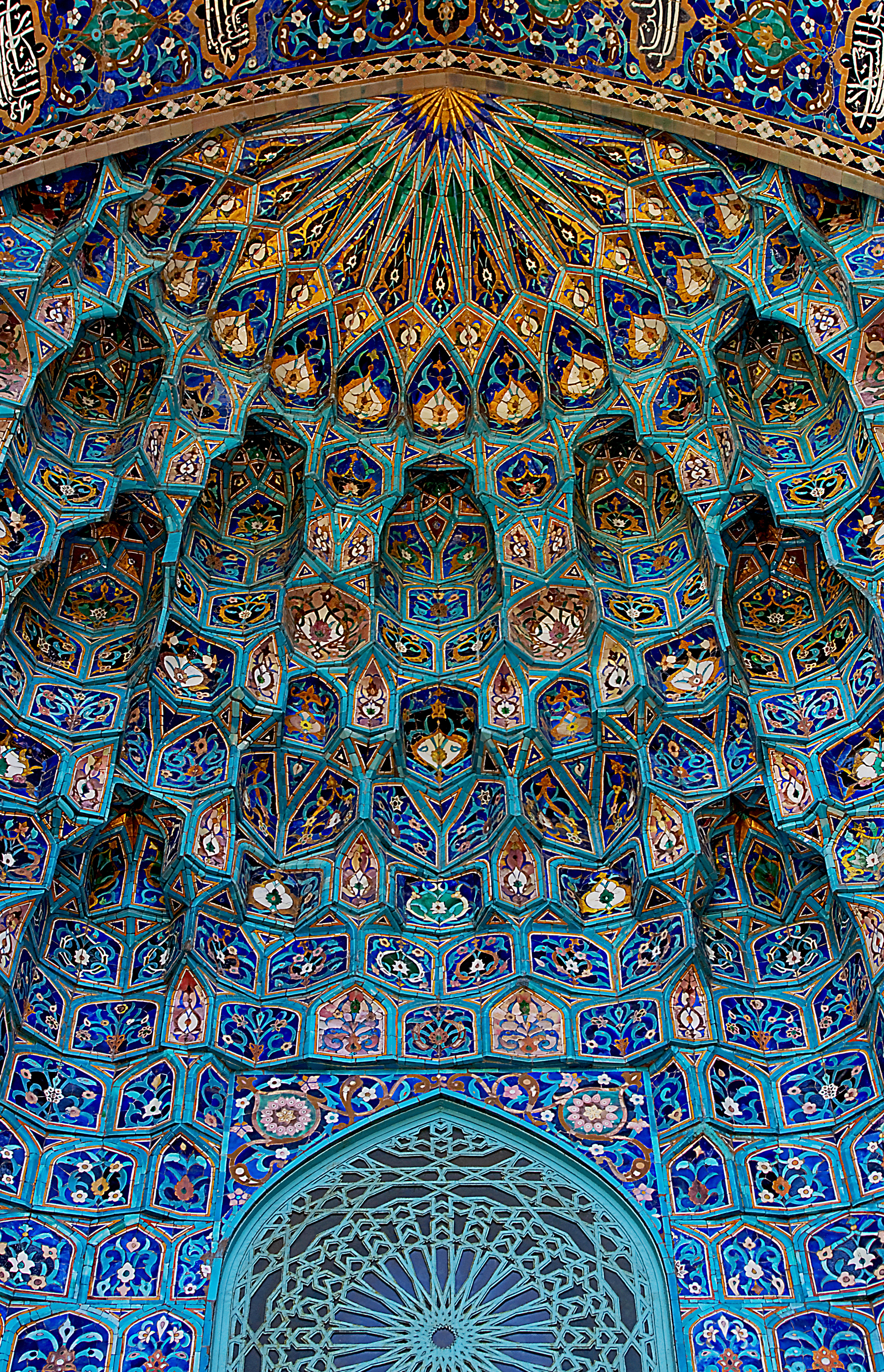
Сотовый свод портала мечети

В состав жюри вошли ведущие архитекторы: Л. Н. Бенуа, А. И. фон Гоген, А. И. Дмитриев, Ф. И. Лидваль, А. Н. Померанцев; три представителя Комитета по постройке мечети и секретарь С. В. Беляев. 11 марта 1908 г. подвели итоги конкурса, в котором приняли участие 45 проектов (35 городских и 10 иногородних). Три первые премии (по 800 руб.) были присуждены проектам М. С. Лялевича под девизом «А», М. М. Перетятковича под девизом «Мамелюк» и Н. В. Васильева под девизом «Тимур» (в акварели). Вторую премию (600 руб.) получил проект Н. В. Васильева под девизом «Арабески». Рекомендованы были также проекты «Джами», «Самарканд», «Тимур» (пером) и «2596,75». Предпочтение было дано проектам Николая Васильевича Васильева, гражданского инженера и художника-архитектора, выпускника Института гражданских инженеров имени императора Николая I (ныне Санкт-Петербургский государственный архитектурно-строительный университет) и Высшего художественного училища при Императорской Академии художеств. Васильев переработал проекты мечети и разработал проект административно-бытового флигеля (дома для омовения), который был одобрен Техническим отделением Городской управы. К работе привлекли польского мусульманина гражданского инженера Степана Самуиловича (Самойловича) Кричинского, выпускника Института гражданских инженеров имени императора Николая I. Проект мечети и заявку о выдаче разрешения на производство работ 14 декабря 1908 года в Городскую управу представил А. И. фон Гоген. Академик архитектуры Александр Иванович фон Гоген осуществлял общий надзор за строительством мечети, так как был инспектором по строительной части при кабинете Его Величества. Купол, своды, потолки и минареты из железобетона.
Отопление мечети паровое, вентиляция, освещение электрические. Над мозаичным оформлением портала, купола и минаретов трудились мастера в посёлке Кикерино близ Гатчины под Петербургом, здесь находились мастерские Художественно-керамического производства «Гельдвейн ― Ваулин». Работа была заказана Петру Кузьмичу Ваулину. Эскизы медальонов для фасада здания были выполнены крымским татарином Ильясом мурзой Бораганским, известным издателем и преподавателем факультета восточных языков Императорского Петербургского университета, владельцем «Первой специализированной, артистической и художественной электропечатни». К работе был привлечен каллиграфист Осман Акчокраклы. За три года (к 1 мая 1909 года) сумма на сберегательном счету Комитета выросла до 326 819 рублей.

### Закладка мечети
Церемонию торжественной закладки мечети приурочили к 25-летию вступления эмира Бухарского на престол. В период с июля по ноябрь 1909 года вырыли котлован и выполнили работы «нулевого» цикла. По традиции тех лет были заказаны специально для закладки серебряная дощечка с выгравированным памятным текстом: 
«1910 года февраля 3 дня в присутствии генерал-адъютанта шейха Абдул-Ахад-хана эмира Бухарского и других почетных гостей заложена сия мечеть на земле, подаренной С.-Петербургским мусульманам Его Высочеством Эмиром. Да славословят в этом верующие Всевышнего о здравии главного жертвователя и всех тех лиц, кои денежными взносами или личным трудом содействовали возведению этой мечети»,
 серебряные молоток и лопатка (мастерок) и несколько кирпичей из белого мрамора. Футляр с инструментами хранился в Комитете по постройке мечети. На закладке присутствовали: его высочество эмир Бухарский, турецкий посол Турхан-паша с членами посольства, в должности персидского посланника Али-Гулихан с секретарем миссии Ассад-ханом, оренбургский муфтий М. Султанов и много др. представителей духовенства, а также мусульманская фракция Государственной Думы. Из русских официальных лиц присутствовали товарищ министра иностранных дел Сазонов, директор департамента духовных дел иностранных исповеданий Харузин, помощник главнокомандующего Штаба войск гвардии и Петербургского военного округа генерал от инфантерии фон Ашеберг, свиты генерал-майор князь Юсупов граф Сумароков-Эльстон, Санкт-Петербургский градоначальник свиты генерал-майор Драчевский, командир Крымского Её Величества полка флигель-адъютант Княжевич, профессор т.с. Белелюбский и др.
В последующие годы в «Кратких цифровых отчетах Комитета по постройке Соборной мечети» ежегодно указывались суммы, потраченные на приобретение строительных материалов и оплату выполненных работ. В газете «Каспий» № 27 от 14 февраля 1914 года опубликован список жертвователей на постройку мечети в Петербурге. К празднованию 300-летия дома Романовых мечеть была готова вчерне, здание отапливалось, но внутренние отделочные работы не были закончены. Мечеть была торжественно открыта 22 февраля 1913 года в присутствии эмира Бухарского Сеид-Мир-Алим хана (сына покойного Сеид Абдул-Ахад хана) и хана Хивинского Сеид-Асфендиар-Богадура, прибывших в Санкт-Петербург в связи с торжествами.
Завершить строительные работы предполагалось в конце 1914 года, но финансирование резко сократилось в связи с начавшейся Первой мировой войной. В сентябре 1915 года Комитет принял необычное решение: для сбора суммы необходимой для окончания работ мечеть открыли для платного осмотра. Фирма «Гельдвейн ― Ваулин» прекратила керамическое производство, так как начала выпуск снарядов. Майоликовая отделка интерьера мечети (михраба) не была закончена. В конце 1917 года на заводе «Сан-Галли» размещён и выполнен заказ на изготовление чугунной ограды вокруг территории мечети. Проект создан С. С. Кричинским.

## Здание

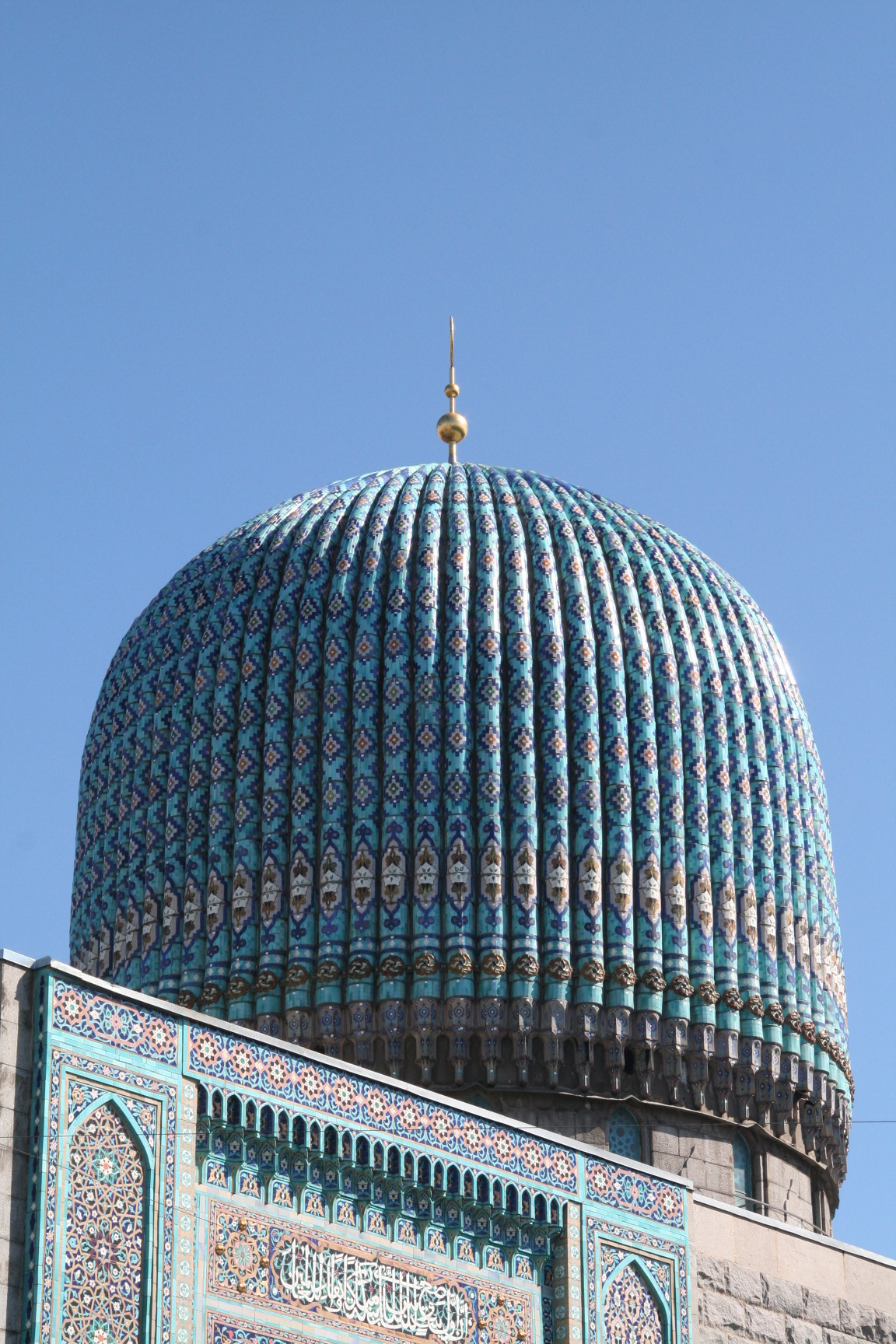
Купол мечети

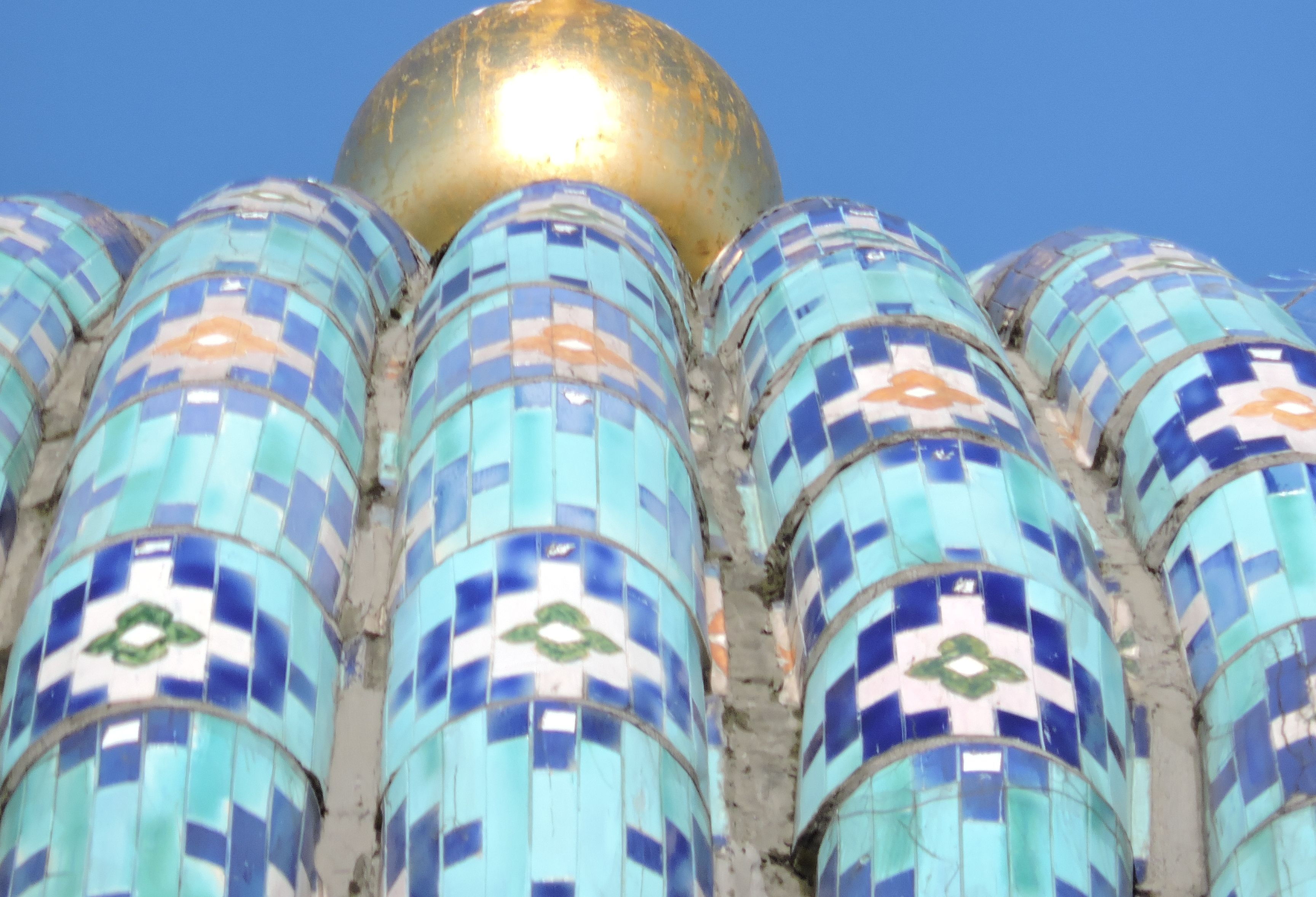
Купол мечети расписан орнаментальной вязью

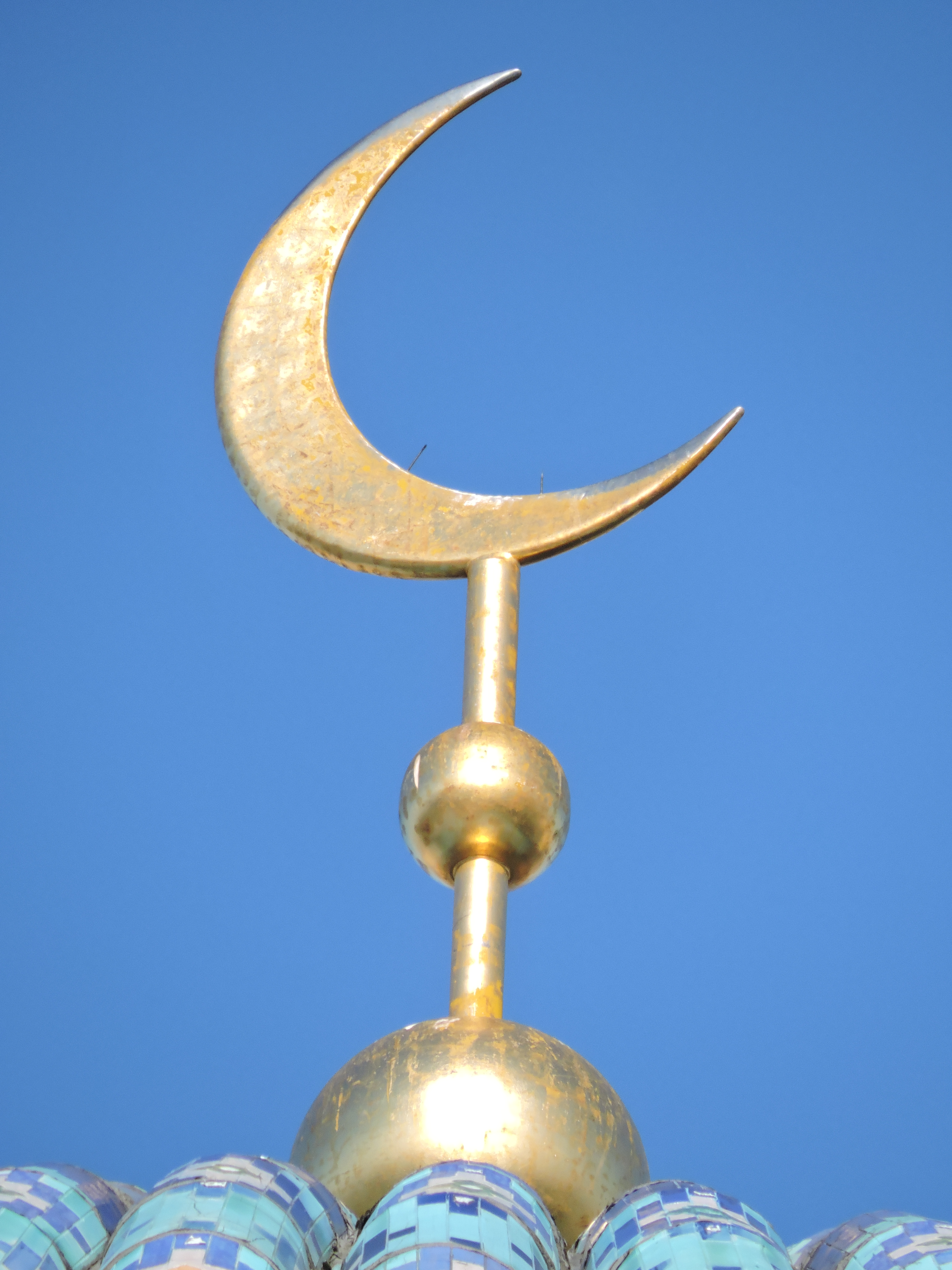
Полумесяц, венчающий купол

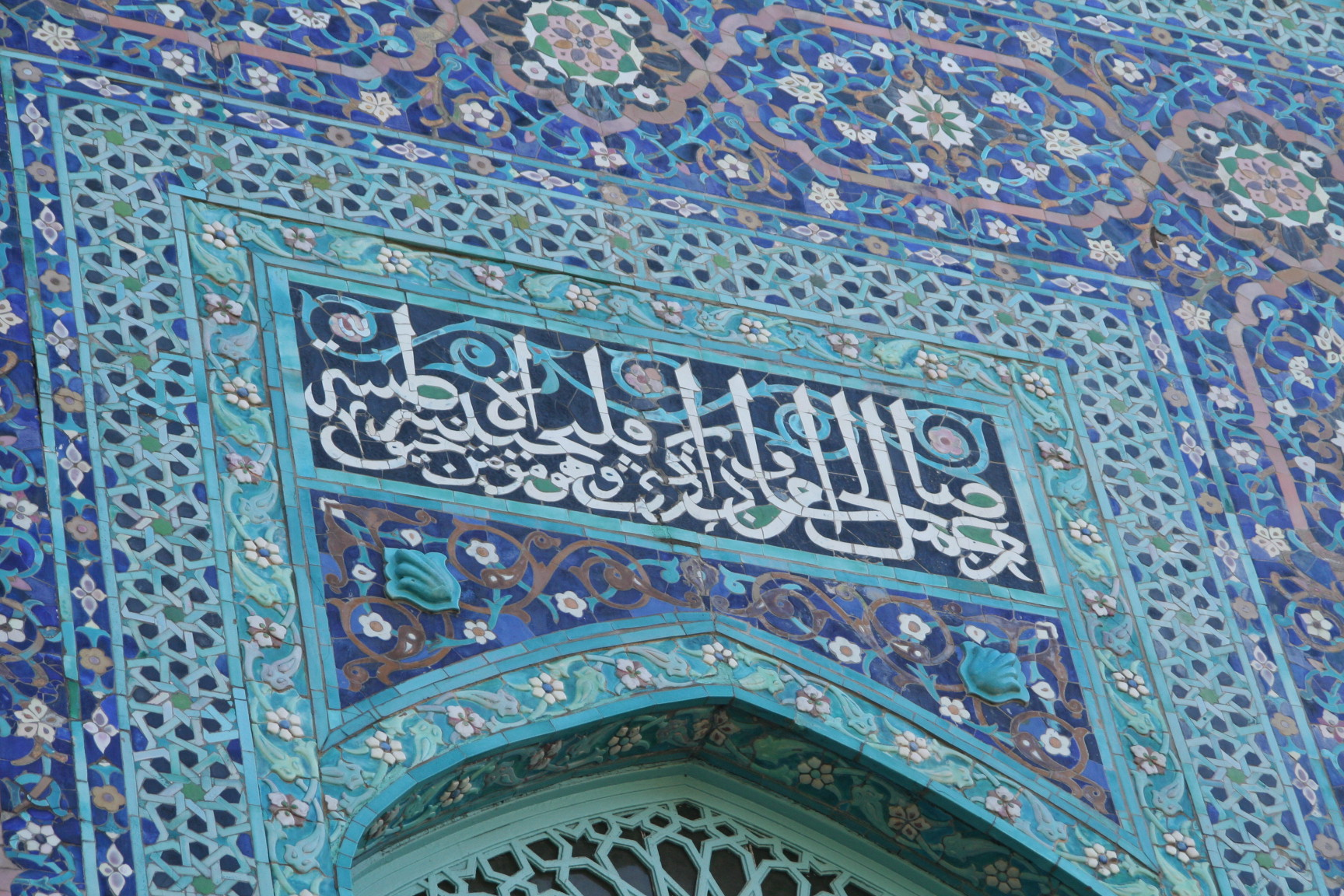
Надпись над главным входом в мечеть

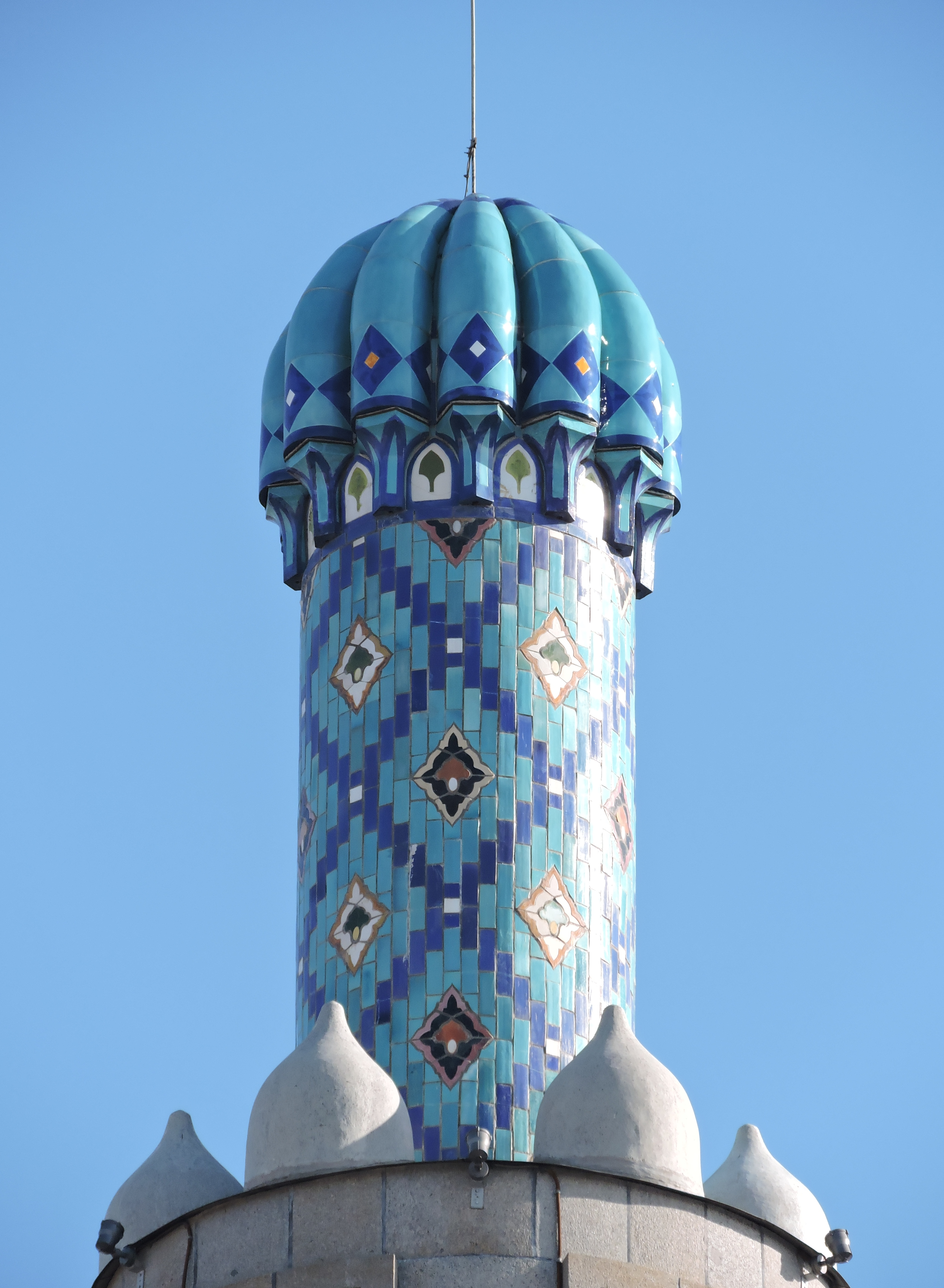
Верх минарета

Мечеть расположена на Петроградской стороне, на углу Кронверкского проспекта и Конного переулка (вблизи станции метро Горьковская).
- длина — 45 м
- ширина — 32 м
- высота главного купола — 39 м
- количество минаретов — 2
- высота минаретов — 48 м
- вместимость — 5000 человек

1-й этаж мечети предназначается для мужчин. В конце основного зала с левой стороны отгорожено место для намаза женщин в будние дни. В 2014 г. была установлена деревянная декоративная решетка, выдержанная в стиле решетки 2-го этажа.
2-й этаж мечети предназначен для женщин и имеет два входа (из основного зала и с улицы). Фактически это — антресоль (полуэтаж, встроенный в объём основного этажа).
На 3-й этаж мечети ведет широкая мраморная лестница. Фактически это тоже антресоль встроенная с трех сторон объёма основного зала. По пятницам и праздничным дням — место для намаза мужчин. По общим выходным дням там проходят бесплатные занятия по основам ислама и арабскому языку.
Вход в мечеть осуществляется со двора.
Детали отделки мечети выполнены по рисункам художника Л. Максимова, который специально выезжал в Самарканд для снятия копий орнамента мечетей Шах-Зинде и Гур-Эмир. Цитатами из Корана украшены стены соборной мечети снаружи и внутри:
- Медальоны на фасаде со стороны Кронверкского проспекта: справа — «Выстаивайте молитву»; слева — «Аллаху известны ваши деяния».
- Верхняя надпись на портале: «Поистине, первый Дом, установленный для людей, это тот, что в Бекке (Мекке) как указание правой стези и для миров благословение» (Сура 3 «Род Имрана» аят 96)
- Надпись на портале над центральным входом: «А когда вы закончите молитву, поминайте Аллаха будь то стоя, сидя или лежа. А если вы в безопасности, то свершайте молитву как полагается. Поистине, молитва была предписана верующим и указано время её свершения.» (Сура 4 «Женщины», аят 103)
- Вертикальные надписи в проемах между дверьми: «Аллах, нет Бога, кроме Него, Живого, Предвечного, не берет Его ни дремота, ни сон. Ему принадлежит то, что на небесах и Земле. Кто может заступиться за вас пред Ним, разве что по Его велению? Знает Он знает об их мирской жизни, и о жизни их будущей, а а они не охватят даже малости знания Его, разве что по Его желанию. Простирается престол Его на небесах и на Земле, и не затрудняет Его их сохранение, ибо он — Всевышний, Великий.» (Сура 2 («Корова»), аят 255)
- Над входом для женщин: «Те, что сотворили благое деяние, — мужчины и женщины, — это верующие. Мы пошлем им жизнь и воздадим благом за их деяния.» (Сура 16 («Пчелы»), аят 97)
- Над входом со двора: «Войдите в сии [сады] с миром, без опасения» (Сура 15 («Аль-Хиджр»), аят 46)

## Соборная мечеть в годы советской власти

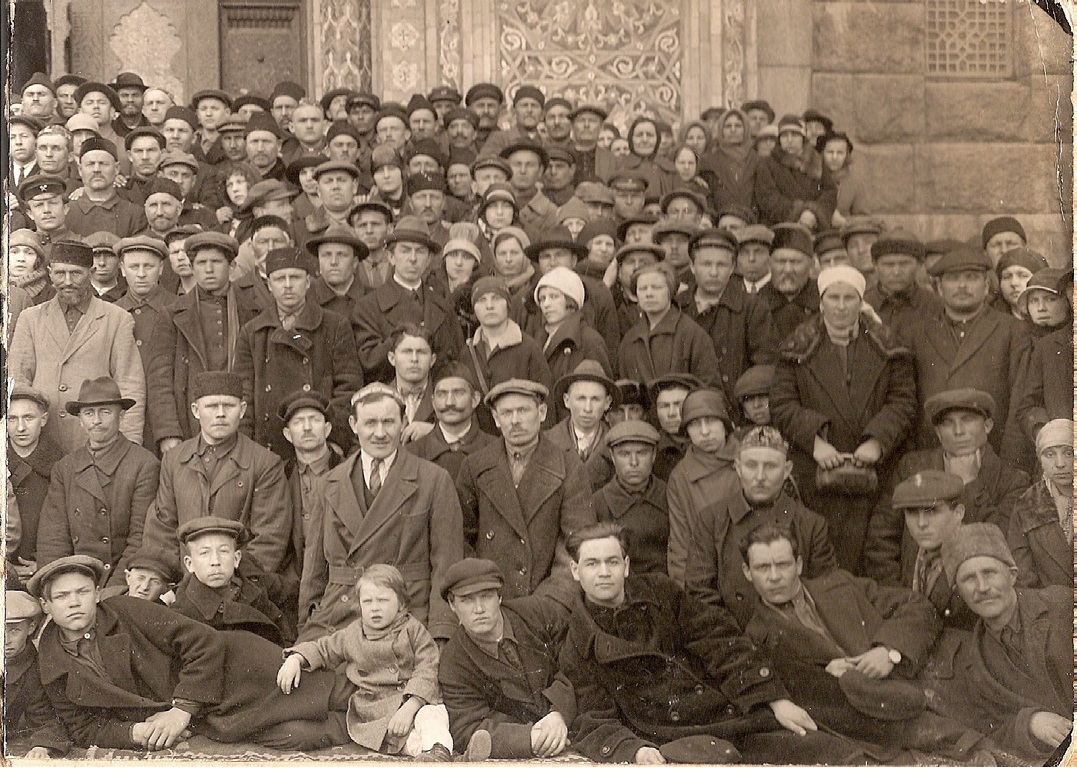
Мусульмане-татары у входа в Соборную мечеть Ленинграда (1926 год). Присутствуют в том числе женщины и дети. Большинство одето по-европейски

На основании постановления Исполкома и Совета комиссаров Петроградской трудовой коммуны 27 апреля 1918 года создан Комиссариат по делам национальностей Петроградской трудовой коммуны (Петрокомнац). Все документы Комитета по постройке соборной мечети были переданы в татарский отдел комиссариата. Председатель комитета Давлетшин писал: «Комитет располагает всего капиталом лишь в 11 782 руб. 68 коп., который расходуется им лишь на содержание и охрану мечети. Долгов разным лицам по счетам за строительные материалы числится за комитетом более 100 000 руб. …»
30 апреля 1920 года строительные и отделочные работы в соборной мечети были полностью завершены. Для памяти потомков около дверей главного входа выложили две даты: день закладки и день полного окончания внутренних отделочных работ.
В мае 1921 года от членов Комитета в Совет народных комиссаров поступило обращение с просьбой разрешить поездку в Финляндию для приёмки работ, заказанных ещё до войны. Речь шла о гранитных блоках крыльца входа для женщин и для цоколя ограды по периметру участка. Сооружение крыльца закончили в конце 1921 году, а чугунную решётку установили на гранитный цоколь на кирпичном фундаменте в 1923 году.
В августе 1921 года Петроградский отдел регистрации обществ и союзов потребовал перерегистрации мусульманского общества при Петроградской соборной мечети. Ответственными руководителями регистрируемого мусульманского общества были: Муса Бигеев, Лутфулла Исхаков, Самигулла Ахтямов, Фатих Юнусов, Сафа Арифуллин и Мухаммед-Алим Максутов. Общество при наличии «Устава Мусульманского Общества при Петроградской соборной мечети» зарегистрировали 8 октября 1921 года. В декабре власть приняла решение общество закрыть. Для руководства мечетью требовалось общим собранием прихожан 30 декабря 1921 года избрать комитет из 20 человек (двадцатка), в который вошли М. Бигеев, Л. Исхаков, М.-А. Максутов и др.
Договор о передаче соборной мечети в бесплатное пользование мусульманской общине был подписан 27 октября 1927 года, а через полтора года по «Акту контрольно-технического осмотра соборной мечети» двадцатке предписали окрасить кровлю, исправить трубы, радиаторы центрального отопления, произвести внутренний штукатурно-малярный ремонт, исправить паркетный пол. В мае 1928 года мечеть посетила делегация из Афганистана во главе с Амануллой-ханом.
В Ленинграде начался активный период деятельности самой массовой общественной организации «Союза воинствующих безбожников». Несмотря на то, что мечеть была действующей в начале 1930-х годов районная администрация предоставила подвал мечети базе «Ленгорплодовощ» для хранения картофеля. В 1936 года в подвале мечети хранили фрукты и при этом предупреждали двадцатку, что в случае невыполнения ремонта договор на пользование зданием будет расторгнут. Кроме косметического ремонта и ремонта крыши, требовалось восстановить мозаичную облицовку главного портала, верхнюю часть башен-минаретов, купол и парадный вход. Когда мусульмане отремонтировали 70 %, площадей, 10 июня 1940 года Ленгорсовет депутатов трудящихся принял постановление «О закрытии мусульманской мечети». В январе 1941 года Управление делами искусств при СНК РСФСР сообщило, что против культурного использования бывшей мечети в Ленинграде не возражает, при условии «сохранения фасадов и внутренних архитектурных деталей». В мае 1941 года Музею истории религии АН СССР по акту были переданы имеющие музейное значение вещи, а здание мечети передали Ленгорздравотделу под склад медицинского оборудования.
На намаз татары отправлялись на Волковский проспект к Магометанскому кладбищу. Устраивались между могилами, если их сгоняли с пустыря: до 400—500 человек в любое время года по пятницам и до 5 тысяч в дни рамазан-байрама и курбан-байрама.

## Возвращение мечети верующим

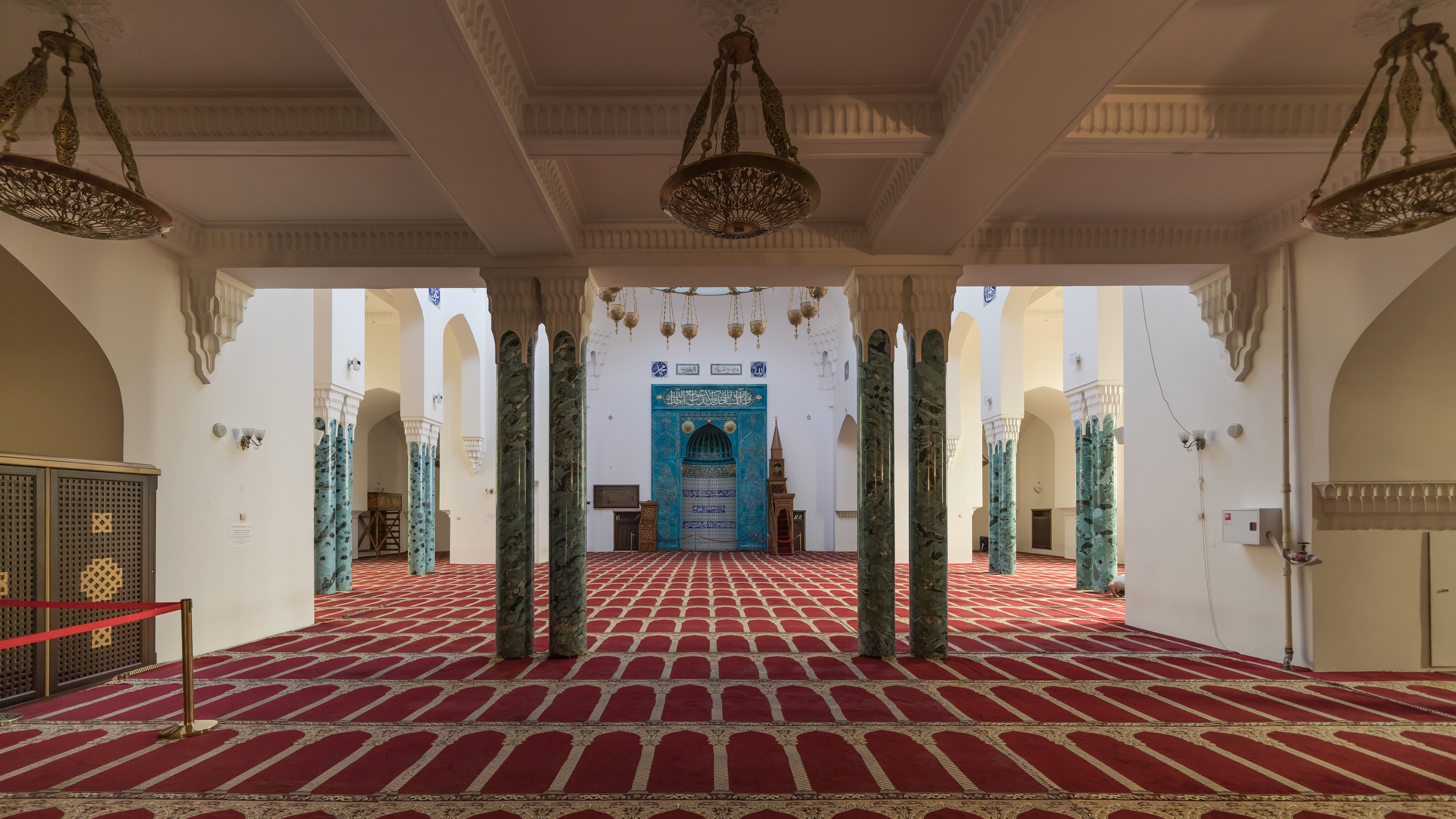
Интерьер мечети

После окончания Великой Отечественной войны татары-фронтовики начали обращаться письменно с просьбами зарегистрировать общину и предоставить помещение для богослужений. Они ездили в Москву, писали первому секретарю ЦК КПСС Н. С. Хрущёву, председателю Совета министров СССР Г. М. Маленкову, председателю президиума Верховного Совета СССР К. Е. Ворошилову. В 1949 г. татары подали около 20 заявлений-ходатайств в ЦК КПСС, Совет Министров, Верховный Совет Союза ССР и в Совет по делам религий. В 1949 году здание бывшей соборной мечети по ходатайству директора Эрмитажа И. А. Орбели было передано музею для открытия в нём филиала Эрмитажа и размещения коллекции произведений искусства Средней Азии. Татары стали просить разрешения построить на собственные деньги молельный дом или выделить другое помещение, например, пустующий бывший костел Святого Станислава на пересечении улиц Союза Печатников и Мастерской. В 1952 году Исполком Ленгорсовета депутатов трудящихся разрешил тресту «Похоронное обслуживание» предоставить мусульманам помещение в 14 м² на Магометанском кладбище для обмывания умерших.
В 1954 году Управление по делам архитектуры рассмотрело вопрос о возможности строительства здания мечети у Магометанского кладбища и отклонило просьбу мусульман, сочтя её нецелесообразной. Постановлением Совета Министров от 12 декабря 1955 года было принято решение о передаче здания мечети верующим. Первый намаз состоялся 18 января 1956 года. В октябре 1956 года в Ленинград прибыла правительственная делегация из мусульманской страны, первым иностранным гостем был президент Индонезии Сукарно, который заранее оговаривал посещение мечети.

## Ремонтно-восстановительные работы
Прекращение работ в связи с началом I мировой войны, революция и последующая разруха, особенности северного климата, закрытие мечети и превращение здания в склад, артобстрелы и бомбежки во время Великой Отечественной войны, суровые блокадные зимы негативно сказались на общем состоянии помещений соборной мечети.
В середине 1930-х годов зафиксированы первые выпадения облицовочных деталей с фасадов мечети. Татары собственными силами неоднократно ремонтировали крышу, делали внутренние косметические ремонты.
Решением Исполкома Ленгорсовета от 25 ноября 1968 года здание мечети было взято под охрану государства как памятник архитектуры. В 1969 году двадцатка заключила подрядный договор с Научно-реставрационными художественными мастерскими при Ленгорисполкоме на реставрационные работы, но выяснилось, что в городе нет необходимых мастерских. В 1974 году мусульмане обратились в Ленгорсовет с просьбой оказать помощь в ремонте и получили ответ: «Исполком Ленгорсовета рассмотрел Ваше письмо от 16 августа 1974 года. Удовлетворить Вашу просьбу о выполнении реставрационных работ по Соборной мечети в настоящее время не представляется возможности из-за большого объёма работ по городскому хозяйству».
В 1979 году обрушились майоликовые изразцы купольного пространства мечети, тогда имам-хатыб Ленинградской Соборной мечети Жафяр Насибуллович Пончаев неоднократно обращал внимание чиновников Ленгорисполкома об аварийной ситуации общего здания мечети. В сентябре 1980 года по распоряжению Исполкома Ленгорсовета началась подготовка к реставрации здания мечети в ЛенНИИпроекте (9-я мастерская). В 1984 году начались работы по демонтажу майолики купола, 12 изразцов были переданы на хранение в фонды Государственного музея истории религии. Специалисты приняли решение заменить керамическую майолику строительным фарфором. В работе использовалась глазурь Дулевского красочного завода (г. Ликино-Дулево Московской обл.). Специалист треста Леноблреставрация керамист Михаил Николаевич Макаренко разработал технологию изготовления изразцов из строительного фарфора. В конце 1988 года изразцами из строительного фарфора была облицована башенка одного из минаретов, подрядчиком работ выступило ГП «Полиформ». В мае 1994 года создан Попечительский совет, возглавил который востоковед, доктор исторических наук Ватаняр Саидович Ягья, главный советник мэра, коренной петербуржец. В состав Попечительного совета вошли: почетный декан Восточного факультета СПбГУ, востоковед-иранист М. Н. Боголюбов — академик РАН; директор Государственного Эрмитажа исламовед М. Б. Пиотровский — член-корреспондент РАН; Р. К. Галиулин — президент фирмы «Ленстройинвест»; Л. К. Кошелев — глава администрации Петроградского района города; А. В. Лаврухин руководитель мастерской № 9 АО «ЛенНИИпроект» и др. В мае 2003 г. ремонтно-восстановительные работы были завершены. 23 июня 2003 года накануне Петербургского сабантуя состоялась церемония открытия портала — главного входа в мечеть.
Поверхность стен в нижней части внутренних помещений мечети, решённой в виде панели, современные турецкие мастера покрыли тонким растительным орнаментом.
27 сентября 2012 года обрушилась часть гранитной облицовки одного из минаретов. В 2013 году имам-хатыб Соборной мечети Равиль-хазрат Панчеев настоял провести обследование состояния минаретов и всего здания. Специалисты КГИОП во главе с его председателем Александром Макаровым пришли к выводу о начале финансирования реставрационных работ и объявлении тендера. Осенью 2013 года ООО «Профиль» приступил к ремонтным работам, в ноябре 2015 года работы были завершены.

## Имамы соборной мечети
Мечеть должна была стать правопреемницей существовавших приходов. К моменту окончания строительных работ ахуны 1-го и 2-го приходов, входившие в Комитет по строительству соборной мечети скончались. Атаулла Баязитов умер в 1911 г., Мухаммед-Зариф Юнусов — в 1914 г. Старший сын ахуна Юнусова был мобилизован на фронт 1-й мировой войны, а сын ахуна Баязитова, Мухаммед-Сафа Баязитов, — утвержден оренбургским муфтием.
- Бигеев Муса Яруллович (1873—1949) — в июне 1917 года избран ахуном 1-го мусульманского прихода и имамом-хатыбом соборной мечети Петрограда, в 1923 году арестован.
- Халиков Якуб, с 1923 года имам соборной мечети и 1-го прихода (махалли), уроженец д. Ключищи Нижегородской губернии, ранее служил имамом в Вологде. Арестован в ночь с 15 на 16 февраля 1931 года вместе с семью членами двадцатки: Баймашевым Абдуллой, Багмановым Мухамедханом, Лукмановым Исхаком, Садердиновым Ярулой, Садсковым Хасяном, Саловатовыми Хусаином и Мустафой.
- Камалетдин Басыров, с 1923 года имам соборной мечети и 2-го прихода (махалли), тоже уроженец д. Ключищи Нижегородской губернии, ранее служил имамом в Курске. Арестован в ночь с 15 на 16 февраля 1931 года одновременно с имамом Халиковым и членами двадцатки.
- Булотов А. — председатель двадцатки в 1933 году.
- Исмагил Хамидуллин — председатель «двадцатки» в 1936—1938 гг.[13]
- Хасанов Габдрахман — временный муэдзин с декабря 1936 года до 1 февраля 1937 года.
- Ахтямов Самигулла Фаттяхович (1868 — ?), мулла мечети с 1937 года, до этого с 1914 года — муэдзин и заведующим мечетью.
- Хусаинов Рафик, мулла, зарегистрирован 7 сентября 1939 года инспектором культа, как вновь прибывший.
- Исхаков Гайса Исхакович (1872 — ?), рабочий Охтинского порохового завода, в январе 1940 года ЦДУМ утвержден в должности муэдзина Ленинграда[14].

### с 1955 года по настоящее время:[15]
- Исаев Абдулбари Низамутдинович (1907—1983), уроженец д. Верх. Аташево в Башкирии. Род служилых татар Исаевых происходил из Мещерского края, откуда они в 1814 г. от истоков реки Оки переехали в Башкирию. Абдулбари Исаев в 1926 году окончил медресе в д. Тюлюганово Бирского кантона БАССР и начал служение имамом в д. Карьявды. В 1929 году арестован за религиозную деятельность и направлен на принудительные работы по заготовке леса сроком на год. В 1933 г. с семьёй уехал в Киргизию перед войной вернулся в Башкирию. В 1941 году добровольцем ушёл на фронт. Воевал на подступах к Москве, в боях за Калинин (ныне Тверь), Торжок, Ржев, был ранен, после госпиталя попал на Сталинградский фронт. В бою под деревней Платоновка был серьёзно ранен. После госпиталя в 1943 г. начал работать в ЦДУМ (с 1948 г. — Духовное управление мусульман Европейской части СССР и Сибири (ДУМЕС)). А. Исаева был председателем совета 1-й мечети Уфы, в 1953 г. он стал имам-хатыбом 2-й мечети Уфы. 12 декабря 1955 года Абдулбари хазрат получил направление на новое служение в Ленинград. Имаму Исаеву пришлось решить большие организационные вопросы: расселить 13 семей, проживавших во флигеле на территории мечети, провести большой ремонт в мечети. Популярность имама Исаева у прихожан, его опыт и знания вызвали недовольство чиновников, которые в 1967 году подготовили и способствовали его удалению от службы. С мая 1975 по июнь 1980 года А. Исаев был муфтием, председателем ДУМЕС. В июне 1980 года он подал в отставку и вернулся в Ленинград. Муфтий Исаев трижды совершил хадж в 1952, 1963 и 1978 гг. Скончался 13 ноября 1983 г., похоронен на Магометанском кладбище.
- Файзрахман Саттаров (1929 г. р.), в 1967 г. прибыл в Ленинград из Уфы сроком на один месяц, но оставался имамом до 1971 года. Ф. Саттаров — выпускник Бухарского медресе «Мир Араб», учился в Исламском институте в Ташкенте. Ранее служил в мечети в Казани, затем в ДУМЕС в Уфе. Сложный характер Саттарова стал причиной конфликта с прихожанами. Члены двадцатки потребовали от Совета по делам религий замены имама.
- Сатдык Сафиуллин, муэдзин (мязин), возглавлял коллективные намазы до  1972 года, до утверждения нового имама. Мечетью управляли члены двадцатки.
- Абдул-Хафиз Валиевич Махмудов (1937—2008), на служение был назначен в 1972 году. Происходил из семьи потомственных имамов, родился в ауле № 6 Называевского района Омской области. В 1958 г. поступил в медресе «Мир-Араб» в Бухаре, которое окончил с отличием в 1966 г. Получил назначение на служение помощником имама-хатыба в мечеть г. Ижевска (Удмуртия), в 1967 г. — имам-хатыб мечети Ижевска, в 1968 г. переведен на должность секретаря-переводчика ДУМЕС (г. Уфа); в 1971 г. исполнял обязанности ответственного секретаря и казыя ДУМЕС, в 1972 году переведен в Ленинград. В июле 1977 года членами двадцатки был отстранен от должности. В 1993 г. зарегистрировал религиозную мусульманскую организацию Санкт-Петербурга и Ленинградской области «Аль-Фатх», открыл медресе, издавал газету, член Совета муфтиев России, трижды совершил хадж: в 1970, 1994 и 1998 гг. Скончался 16 октября 2008 г., похоронен на Магометанском кладбище[16].
- Жафяр Насибулович Пончаев (1940—2012), получил направление на служение в августе 1977 г. Жафяр хазрат родился в селе Средняя Елюзань Городищенского района Пензенской области. В 1968 г. поступил в медресе «Мир-Араб» в Бухаре, в 1971 году продолжил учёбу в Исламском институте им. имама аль-Бухари в Ташкенте (первый набор), окончил с отличием, был любимцем ректора Ишана Бабаханова (муфтия). После окончания работал ответственным секретарем ДУМЕС в г. Уфе. С 1977 года имам-хатыб Ленинградской соборной мечети. В 1991 году Ж. Н. Пончаев стал имамом-мухасибом Мухтасибского правления Северо-Западного региона России, с 1994 года муфтием ДУМ СПб и Северо-Западного региона РФ, председателем Духовного управления мусульман Санкт-Петербурга и Северо-Западного региона России, настоятелем Санкт-Петербургской соборной мечети, президентом созданного в 1992 г. фонда «Возрождения ислама, исламской культуры и мусульманских традиций в Санкт-Петербурге», почетным руководителем Татарской национально-культурной автономии. Трижды совершил хадж: в 1977, в 1982 и 1993 году. Городская администрация ценила вклад муфтия в сохранение стабильности в регионе и его продолжительную службу в Ленинграде ― Петербурге. Он был награждён Орденом Дружбы и медалью ордена «За заслуги перед Отечеством» II степени, «Звездой Святого Праведного Иоанна Кронштадтского», юбилейными медалями «300 лет Санкт-Петербургу», «1000 лет Казани», «За доблестный труд» (Республика Татарстан) и Серебряной звездой Законодательного собрания Санкт-Петербурга. Муфтий Ж. Н. Пончаев скоропостижно скончался в четверг 27 декабря 2012 года, похоронен на Магометанском кладбище.
- Равиль Джафярович Панчеев (Пончаев) (р. 1964) — муфтий ДУМ СПб и Северо-Западного региона РФ, председатель Духовного управления мусульман Санкт-Петербурга и Северо-Западного региона России, настоятель Санкт-Петербургской соборной мечети, старший сын муфтия Жафяра хазрата Пончаева. Назначен на служение в 2013 г. распоряжением Верховного муфтия России Талгата Таджуддина. Равиль-хазрат родился в селе Средняя Елюзань Городищенского района Пензенской области. После окончания средней школы поступил в Ленинградский государственный университет (ныне СПбГУ) на кафедру арабской филологии восточного факультета. В 1987-88 гг. стажировался в Народной демократической республике Йемен (Южный Йемен). После окончания университета работал переводчиком в Главном инженерном управлении Министерства по внешнеэкономическим связям СССР при Торгпредстве СССР в Ливии. Главный редактор газеты «НУР» — печатный орган Духовного управления мусульман Санкт-Петербурга и Северо-Западного региона России (в 1996—1997 гг. и 2000—2013 годы). В 1998 году окончил в Уфе Исламский институт им. муфтия Р. Фахретдина при ЦДУМ. С 2000 г. — служение в Региональном объединении мусульман Петербурга, первым заместителем председателя Духовного управления мусульман СПб и Северо-Запада, с 16 июля 2009 года был имамом квартальной мечети для верующих Приморского и Выборгского районов. Трижды совершил хадж: в 1997, 1999 и 2006 годах.